# Sea of Cowards
Albums de The Dead Weather
Horehound
(2009) Dodge and Burn
(2015)
Singles
1. Die By The Drop
Sortie : 30 mars 2010
2. Blue Blood Blues
Sortie : 23 juin 2010

Sea of Cowards est le deuxième album studio  du groupe américain de rock alternatif The Dead Weather, produit par Jack White et publié le 10 mai 2010 par le label Third Man Records.

## Liste des chansons
| No  | Titre                        | Auteur                          | Durée |
| --- | ---------------------------- | ------------------------------- | ----- |
| 1.  | Blue Blood Blues             | Fertita/Lawrence/White          | 3:32  |
| 2.  | Hustle and Cuss              | Lawrence/Mosshart               | 3:46  |
| 3.  | The Difference Between Us    | Mosshart/White                  | 3:37  |
| 4.  | I'm Mad                      | Fertita/Lawrence/Mosshart/White | 3:16  |
| 5.  | Die By the Drop              | Fertita/Lawrence/Mosshart       | 3:30  |
| 6.  | I Can't Hear You             | Fertita/Lawrence/Mosshart/White | 3:35  |
| 7.  | Gasoline                     | Fertita/Lawrence/Mosshart/White | 2:45  |
| 8.  | No Horse                     | Fertita/Lawrence/Mosshart/White | 2:49  |
| 9.  | Looking At The Invisible Man | Fertita/White                   | 2:42  |
| 10. | Jawbreaker                   | Fertita/Lawrence/Mosshart       | 2:58  |
| 11. | Old Mary                     | White                           | 2:53  |